# 僕らの言うとおりに
『僕らの言うとおりに』（ほくらのいうとおりに）は、日本の音楽ユニットラトゥラトゥの楽曲。2021年4月4日にMVが公開された。
この曲を最後にマイキが脱退。以降、ラトゥラトゥはタケヤキ翔のソロ・プロジェクトとして運営していくことを発表した。

## 概要
ラトゥラトゥのユニット活動としての最後の楽曲。
MVでは過去の2人の動画やMVメイキング映像が流れた。
MV後、いつも通りパソコンのホーム画面を模した映像が流れた後、二人からのメッセージがインストゥルメンタルと共に流れた。